# Luciano Marín Buendía
Luciano Marín Buendía fou un funcionari i polític espanyol. El 1866 era governador civil de la província de Terol. El 22 de maig de 1868 era secretari del govern civil de Madrid quan fou nomenat governador civil de la província d'Alacant. Exerciria el càrrec fins a la revolució de 1868, que va triomfar a la província malgrat les seves mesures dràstiques contra els rebels. El 2 de setembre de 1868 va decidir també exercir la presidència de la diputació d'Alacant. Va exercir el càrrec amb el suport del governador militar Francisco Aparicio Pardo fins que el triomf de la revolució i l'establiment de la Junta Revolucionària d'Alacant van nomenar com a nou president Anselmo Bergez Dufoo.